# Кайков, Валерий Олегович
Валерий Олегович Кайков (род. 7 мая 1988, Тольятти, Самарская область) — российский шоссейный велогонщик, выступающий за RusVelo. 
Проходил подготовку под руководством санкт-петербургского тренера Владимира Владимировича Колосова.
До начала 2012 года выступал за Lokomotiv, сочетая выступления на треке с соревнованиями на шоссе. В 2012 году выступал на чемпионате мира по трековым гонкам в мэдисоне вместе с Артуром Ершовым, в том же году стал чемпионом Европы в командной гонке.

### Допинг-скандал
11 апреля 2013 года стало известно, что допинг-проба Валерия Кайкова, взятая во внесоревновательный период, дала положительный результат на наличие запрещенного препарата. В тот же день гонщик был уволен из команды.
3 сентября 2013 года стало известно что Валерий дисквалифицирован на два года за нарушение антидопинговых правил, а врач команды «RusVelo» уволен.